# Jatropha zeyheri
Jatropha zeyheri är en törelväxtart som beskrevs av Otto Wilhelm Sonder. Jatropha zeyheri ingår i släktet Jatropha och familjen törelväxter. Inga underarter finns listade i Catalogue of Life.